# Carex asraoi
Carex asraoi är en halvgräsart som beskrevs av Dinesh Mohan Verma. Carex asraoi ingår i släktet starrar, och familjen halvgräs.
Artens utbredningsområde är Assam (Indien). Inga underarter finns listade i Catalogue of Life.